# Conjecture de Zimmer
Pour les articles homonymes, voir Zimmer.
En mathématiques, la conjecture de Zimmer est une conjecture énoncée par Robert Zimmer en 1983, et démontrée depuis. Elle affirme que certaines symétries ne peuvent exister en petites dimensions. Elle peut être considérée comme une version « non linéaire » du théorème de super-rigidité (en) de Gregori Margulis.

## Énoncé
Le programme de Zimmer est une collection de conjectures selon lesquelles les groupes suffisamment grands n’agissent que trivialement sur des variétés compactes de dimension relativement petite. La conjecture de Zimmer en fait partie. De manière informelle, la conjecture décrit les « circonstances dans lesquelles les espaces géométriques peuvent présenter certains types de symétries ». La conjecture dit qu'il peut exister des symétries (spécifiquement des réseaux ) en dimension élevée qui ne peuvent exister dans des dimensions inférieures. 
Soit {\displaystyle \Gamma } un réseau dans un groupe de Lie rang {\displaystyle r\geq 2}. Le théorème de la super-rigidité de Margulis dit que les représentations linéaires de {\displaystyle \Gamma } sont ou bien des restrictions de représentations de {\displaystyle G} ou bien ont une image finie. La conjecture de Zimmer est une conjecture analogue pour les actions de groupe sur les variétés. Elle affirme  qu'une action   de {\displaystyle \Gamma } sur une variété de dimension au plus {\displaystyle r-1} doit se factoriser sur un groupe fini. En particulier, elle dit pour les réseaux dans le groupe spécial linéaire {\displaystyle SL(n,\mathbb {R} )} que les actions sur les variétés de dimension au plus {\displaystyle n-2} factorisent sur les actions d'un groupe fini.
L'énoncé formel du théorème qui la démontre est :
Théorème — Soit {\displaystyle \Gamma } un
sous-groupe d’indice fini dans {\displaystyle SL(n,\mathbb {Z} )} et soit  {\displaystyle \rho :\Gamma \to {\text{Diff}}^{1}(M)} une représentation dans le groupe des difféomorphismes de classe {\displaystyle C^{1}} d’une variété compacte {\displaystyle M} de dimension {\displaystyle d<n-1}. Alors l’image {\displaystyle \rho (\Gamma )} 
est finie.

## Discussion
Pour {\displaystyle n=3}, c'est-à-dire les actions de réseaux  {\displaystyle \Gamma \subset SL(3,\mathbb {R} )} sur le cercle, il est connu par des travaux de Witte, Ghys et Burger-Monod que de telles actions ont un point fixe global . Pour les actions en dimension un, la conjecture a été résolue indépendamment par Burger et Mo-nod et par Ghys (par des techniques de nature plus ergodique). Un résultat antérieur de Witte Morris, montre que tout réseau non-cocompact dans {\displaystyle SL(n,\mathbb {R} )}, pour {\displaystyle n>3}, n’agit que trivialement (image finie) sur la droite réelle {\displaystyle \mathbb {R} } par homéomorphismes. Pour ce cas, un « point final » a été mis par Deroin et Hurtado en 2020.
Pour les réseaux cocompacts en {\displaystyle SL(n,\mathbb {R} )} et aussi pour {\displaystyle SL(n,\mathbb {Z} )},  Brown, Fisher et Hurtado ont prouvé  la conjecture  pour les actions {\displaystyle C^{2}}, pourvu que {\displaystyle n>3}.